# Pierre Humbert
Pierre Humbert (Paris, 13 de junho de 1891 — Paris, 17 de novembro de 1953) foi um matemático francês.
Trabalhou com a teoria de funções elípticas e introduziu os polinômios de Humbert.
Filho do matemático Marie Georges Humbert, casou com a filha do astrônomo Marie Henri Andoyer.